# Oratorio di San Rocco (Solignano)
L'oratorio di San Rocco è un luogo di culto cattolico dalle forme romaniche e barocche, situato a poca distanza dal piccolo borgo di Carpadasco, frazione di Solignano, in provincia di Parma e diocesi di Piacenza-Bobbio; è sussidiario della parrocchiale di San Leonardo di Contile e fa parte del vicariato della Val Taro e Val Ceno.

## Storia
Il luogo di culto originario fu costruito probabilmente tra il XIV e il XV secolo, nei pressi dell'antico monastero di Carpadasco; come indicato nel resoconto della visita pastorale del vescovo di Piacenza Pietro Cristiani del 1744, nel 1479 vi fu fondato da un certo Guido Massari un beneficio; inoltre, una lapide commemorativa all'interno del tempio reca la data del 1488, in riferimento forse alla morte del conte Manfredo Landi, Signore della zona.
Probabilmente nel corso del XVII secolo l'edificio fu ristrutturato internamente.
Nel 1836 l'oratorio, lesionato a causa dell'instabilità del terreno, fu risistemato; altri interventi di restauro e consolidamento strutturale furono eseguiti nel 1933.
Tra il 1959 e il 1960 fu rifatta la pavimentazione, su finanziamento della parrocchia di San Leonardo di Contile, da cui il luogo di culto già dipendeva.
Tra il 1998 e il 2001 furono effettuati altri lavori di restauro e consolidamento.

## Descrizione

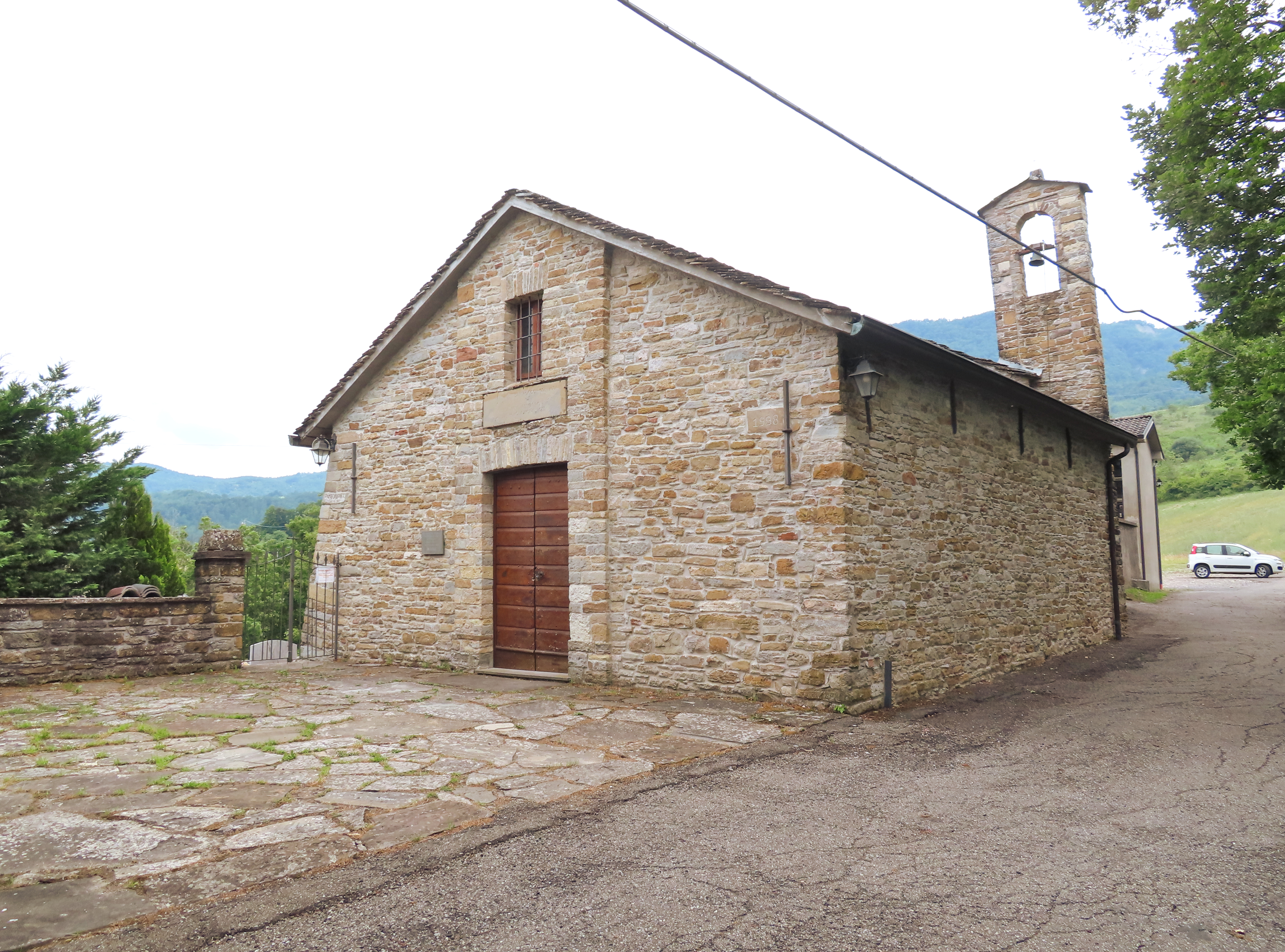
Facciata e lato ovest

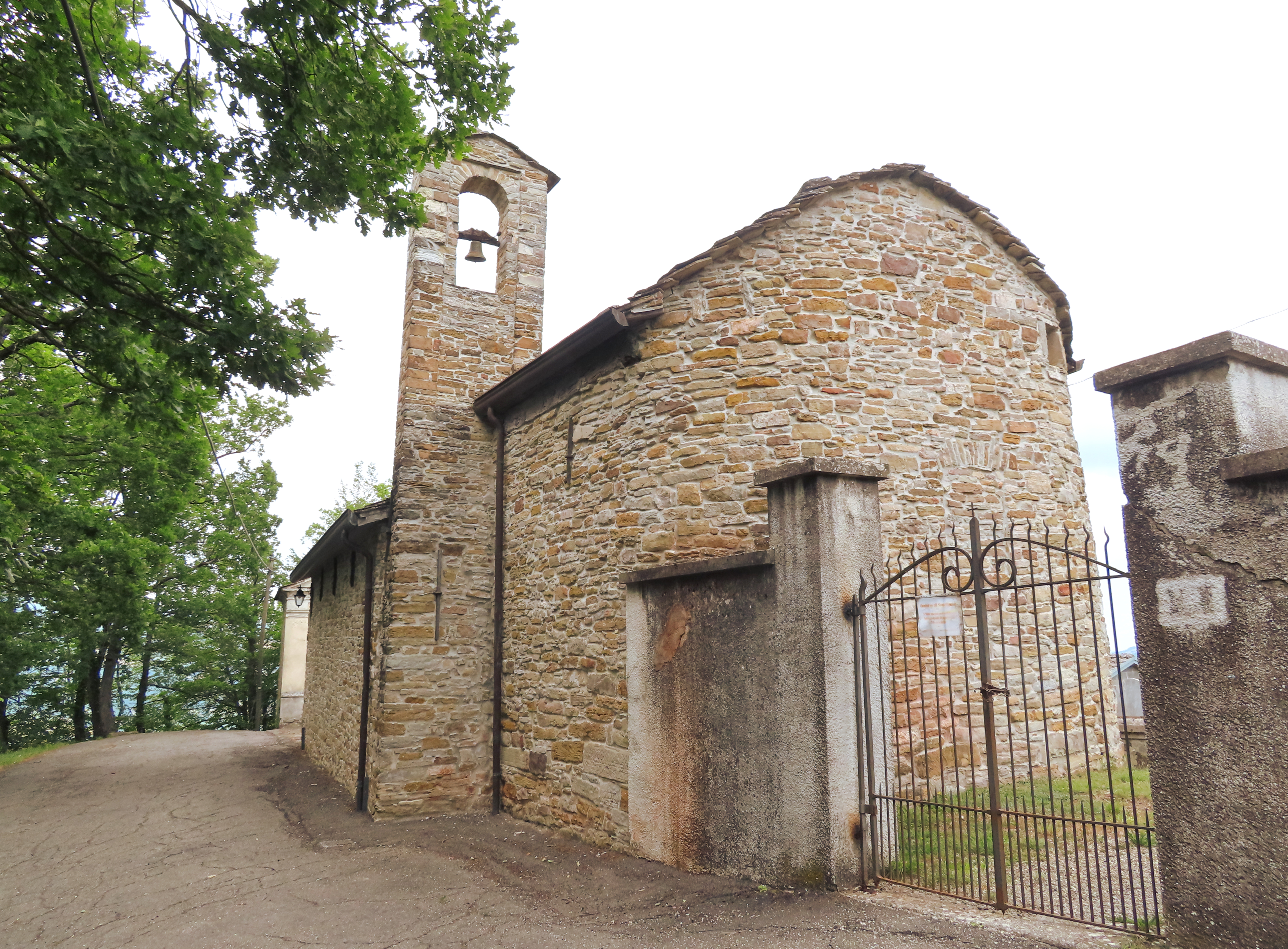
Retro e lato ovest

L'oratorio, collocato in adiacenza al piccolo cimitero di San Rocco, si sviluppa su un impianto a navata unica, con ingresso a nord e presbiterio a sud.
La semplice e simmetrica facciata a capanna, interamente rivestita in pietra come il resto dell'edificio, è tripartita dal corpo centrale lievemente in aggetto; nel mezzo è collocato il portale d'ingresso, sormontato da una finestrella rettangolare.

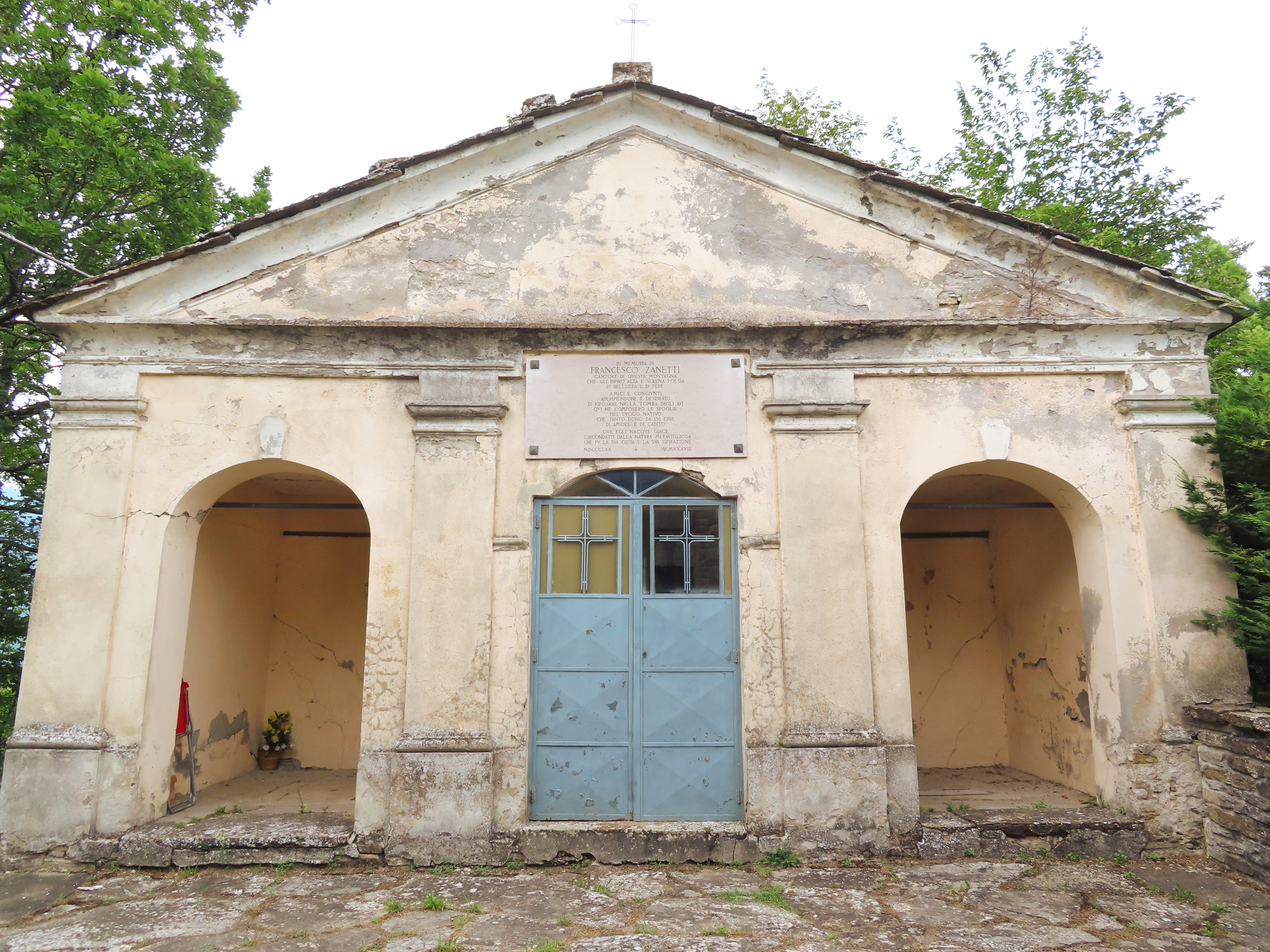
Cappella cimiteriale

Al termine del fianco destro si erge dal tetto un campanile a vela.
All'interno la navata, coperta da un soffitto a capanna a travetti lignei, è scandita in quattro campate da tre ampie arcate a sesto ribassato, rette da massicce paraste coronate da sottili capitelli dorici.
Il piccolo presbiterio, lievemente sopraelevato, è preceduto dall'arco trionfale a sesto ribassato; l'ambiente, chiuso superiormente da una volta a botte, accoglie l'altare maggiore a mensa in cemento, aggiunto nel 1998.
L'oratorio ospita due statue raffiguranti San Rocco, di cui una duecentesca e l'altra novecentesca; i dipinti seicenteschi presenti nell'edificio fino alla metà del XX secolo sono da allora conservati, per motivi di sicurezza, nella chiesa di San Leonardo di Contile.